# Opus 65
Opus 65 is een Britse documentairefilm van John Taylor uit 1952. Het laat zien welke werkzaamheden werden verricht in de autofabriek Ford Dagenham te Dagenham. De film begon met het ontschepen van kolen tot de auto’s die de fabriek verlaten, veelal lopende-bandwerk. De titel verwijst naar het opusnummer dat het werk kreeg in het oeuvre van componist Richard Arnell.
Richard Arnell schreef de muziek. De muziek was er eerder, dus de film werd aangepast aan de muziek. Arnell benoemde het eerst als een symfonische studie (toen nog drie delen), vervolgens als een suite en tot slot als de Dagenham Symphony. De muziek werd in de originele versie ingespeeld door het London Symphony Orchestra onder leiding van Arnell, met Arnell zelf achter de piano. Van de hele filmmuziek zijn zes stukken bewaard gebleven. Van een echte symfoniestructuur is geen sprake.
De zes delen:
- Prelude (andante)
- The furnace (piu lento)
- The hook (lento)
- Conflict (vivace)
- Monorail (andante)
- Assembly march (allegro)